# Sjeol
Sjeol (Hebreeuws: שְׁאוֹל) is de uitdrukking in de Hebreeuwse Bijbel die het dodenrijk aanduidt. In Nederlandse vertalingen wordt Sjeol meestal vertaald met "dodenrijk" of "onderwereld". In de (Herziene) Statenvertaling kiest men om dogmatische redenen voor "graf" of "hel".

## Ontstaan van het concept
In de Hebreeuwse Bijbel is de oudste verwijzing naar een dodenrijk de opvatting dat de overledene aan het einde van zijn leven "met zijn voorvaders verenigd werd" (zie bijvoorbeeld Genesis 25:8,17; 35:29) en in het dodenrijk Sjeol afdaalde (zie bijvoorbeeld Psalm 30:4). Net als in omringende landen kende het de godsdienst van het oude Israël de opvatting dat de doden een schaduwbestaan hadden in het dodenrijk, het land van stof (zie bijvoorbeeld Psalm 22:30; Jesaja 26:19), het rijk van duisternis (zie bijvoorbeeld Job 10:21,22; 17:13; Psalm 88:7,13) en vergetelheid (zie bijvoorbeeld Psalm 88:13). Dit dodenbestaan werd door een verminderde vorm van leven gekenmerkt door krachteloosheid, bewusteloosheid, zwakte (zie bijvoorbeeld Job 14:21; Psalm 88:5; Jesaja 14:10) en onwetendheid (Prediker 9:5).
Bepaalde tradities kenden een verbinding tussen de wereld van de levenden en het dodenrijk Sjeol, zoals het verhaal waarin Saul de overleden profeet Samuel raadpleegde bij de geestenbezweerster van Endor (1 Samuel 28:3ff). In de officiële religie was er echter een strenge scheiding tussen JHWH, de god van de levenden (zie bijvoorbeeld 2 Koningen 19:4; Psalm 42:3), en de doden. Het dodenrijk lag buiten de macht van God en de doden aanbaden God niet (Psalm 6:6; 30:10; 88:11-13; Jesaja 38:18,19; Sirach 17:27,28). Maar er zijn vondsten gedaan uit de achtste eeuw, zoals de grafinscriptie Chirbet el-Qōm en zilveren rolletjes met de Aäronische zegen in een graf van Ketef Hinnom, waarin het rijk van JHWH werd uitgebreid en hij de beschermgod werd van een dode man.

## Opstanding
In de Hebreeuwse Bijbel wordt niet veel aandacht besteed aan een opstanding en een laatste oordeel, al wordt aan JHWH wel de macht toegeschreven iemand uit Sjeol te leiden (1 Samuel 2:6).